# Venø Efterskole
Venø Efterskole er en efterskole beliggende på Venø i Struer Kommune. Den blev oprettet i 1997 af en gruppe venøboere og skolen har plads til 96 elever. Der tilbydes 9. og 10. klasse 
Skolens profil er skolens fire linjer: Surf & Sejlads, Natur & Friluftsliv, Forfatterlinjen og Kunst & Design.